# Месје 81
Месје 81 (М81) је спирална галаксија у сазвежђу Велики медвед која се налази у Месјеовом каталогу објеката дубоког неба.
Деклинација објекта је + 69° 4' 2" а ректасцензија 9h 55m 33,5s. Привидна величина (магнитуда) објекта М81 износи 7,0 а фотографска магнитуда 7,8. Налази се на удаљености од 3,654 милиона парсека од Сунца. М81 је још познат и под ознакама NGC 3031, UGC 5318, MCG 12-10-10, IRAS 09514+6918, KCPG 218A, CGCG 333-7, Bode's nebulae, PGC 28630.